# Bremhill
Bremhill est un village et une paroisse civile du Wiltshire, en Angleterre. Il est situé à 6 km à l'est de la ville de Chippenham, de l'autre côté de la rivière Avon. Au recensement de 2011, la paroisse de Bremhill, qui comprend également les hameaux d'Avon, Bremhill Wick, Charlcutt, East Tytherton, Low Bridge, Foxham, Spirthill, Stanley, Tytherton Lucas and West End, ainsi qu'une partie du hameau de Ratford, comptait 942 habitants.

## Étymologie
Bremhill provient du vieil anglais brēmel qui désigne un fourré de ronces. Il est attesté sous la forme Breme dans le Domesday Book, à la fin du XIe siècle.